# مارشانيزي
مارشانيزي (بالإيطالية: Marcianise)‏، مدينة في جنوب إيطاليا في إقليم كامبانيا وضمن مقاطعة كازيرتا، وتبعد 6 كم عن مدينة كازيرتا، بها عدد من معامل صياغة الذهب والمرجان ومصانع الكيميائية، إضافة إلى صناعة الألبان ومشتقاته والنبيذ، عدد سكانها 43.139 نسمة.

## السكان
في سنة 1861 بلغ عدد السكان 8٬867 نسمة، وتطور العدد ليصل في سنة 2011 لـ 40٬297 نسمة.
يظهر هذا المخطط البياني تطور النمو السكاني لـ مارشانيزي

## أعلام
- كاميلو كيانو
- فينتشنزو مانغاياكابري
- توماسو روسو
- دومينيكو فالنتينو
- أنجيلو موسوني